# Белгородский государственный историко-краеведческий музей
Белгородский государственный историко-краеведческий музей — одно из старейших учреждений культуры области. Музей был открыт как филиал Курского губернского музея в 1924 году. В годы Великой Отечественной войны фашистскими оккупантами были уничтожены и разграблены все фонды. Возобновил свою работу в 1948 году, а в 1964 году получил статут областного.

## О музее
Открытие состоялось 25 октября 1924 года. Первоначально музей размещался в помещениях бывшего мужского Троицкого монастыря. За короткое время были сформированы фонды музея, насчитывавшие в тот период около восьми тысяч единиц.
В годы Великой Отечественной войны фашистскими оккупантами были уничтожены и разграблены все музейные ценности. Лишь после войны вновь начался сбор экспонатов. Музей возобновил свою работу 5 августа 1948 года в доме № 42 по улице Фрунзе.
В 1964 году городской краеведческий музей получил статус областного. 22 октября 1973 года музей открылся для посетителей в здании Преображенского собора. В этот период была собрана богатая музейная коллекция. Новая экспозиция, выполненная на высоком художественном и научном уровне, поставила областной музей в ряд головных музеев — он стал методическим центром музеев Центрально-Чернозёмного региона. На базе музея проходили семинары-совещания музейных сотрудников Курской, Липецкой, Тамбовской областей.
В 1991 году здание собора было возвращено епархии, и музей был переведен в новое здание (архитектор В. В. Вишневский) по улице Попова, 2а. В январе 1994 года была открыта экспозиция «О прошлом память возвращая…». Представленные на ней экспонаты знакомят с уникальными памятниками природы края, разнообразием животного и растительного мира.
Особое место занимает исторический раздел экспозиции, рассказывающий о событиях в крае с древнейших времен до наших дней. Среди экспонатов — археологические памятники скифской и салтово-маяцкой культуры, материалы о возникновении Белгорода и его роли в российской истории, о важнейших событиях прошлого на территории края и выдающихся уроженцах Белгородчины.
Ежегодно музей посещают свыше 80 тысяч человек. Музей имеет филиал — Мемориал «В честь героев Курской битвы», памятник федерального значения. Открывшийся в качестве филиала краеведческого музея Белгородский литературный музей в 2012 г. получил статус самостоятельного юридического лица.
Музей осуществляет комплектование, хранение, учет и популяризацию музейных предметов и коллекций; проводит научные исследования в области истории и культуры; осуществляет экспозиционно-выставочную деятельность; обеспечивает экскурсионное, лекционное обслуживание посетителей и иную просветительную и рекламно-информационную деятельность, проводит научно-практические конференции, краеведческие чтения, семинары.
- Общая площадь территории музея — 1,814 га,
- общая площадь помещений музея — 3026,5 м2, в том числе
- экспозиционная площадь — 1076 м2,
- площадь под хранение фондов — 389,7 м2.